# Вишеньки (Луцький район)
Ви́шеньки — село в Україні, у Луцькому районі Волинської області. Входить до складу Рожищенської міської громади. Населення становить 331 осіб.

## Історія

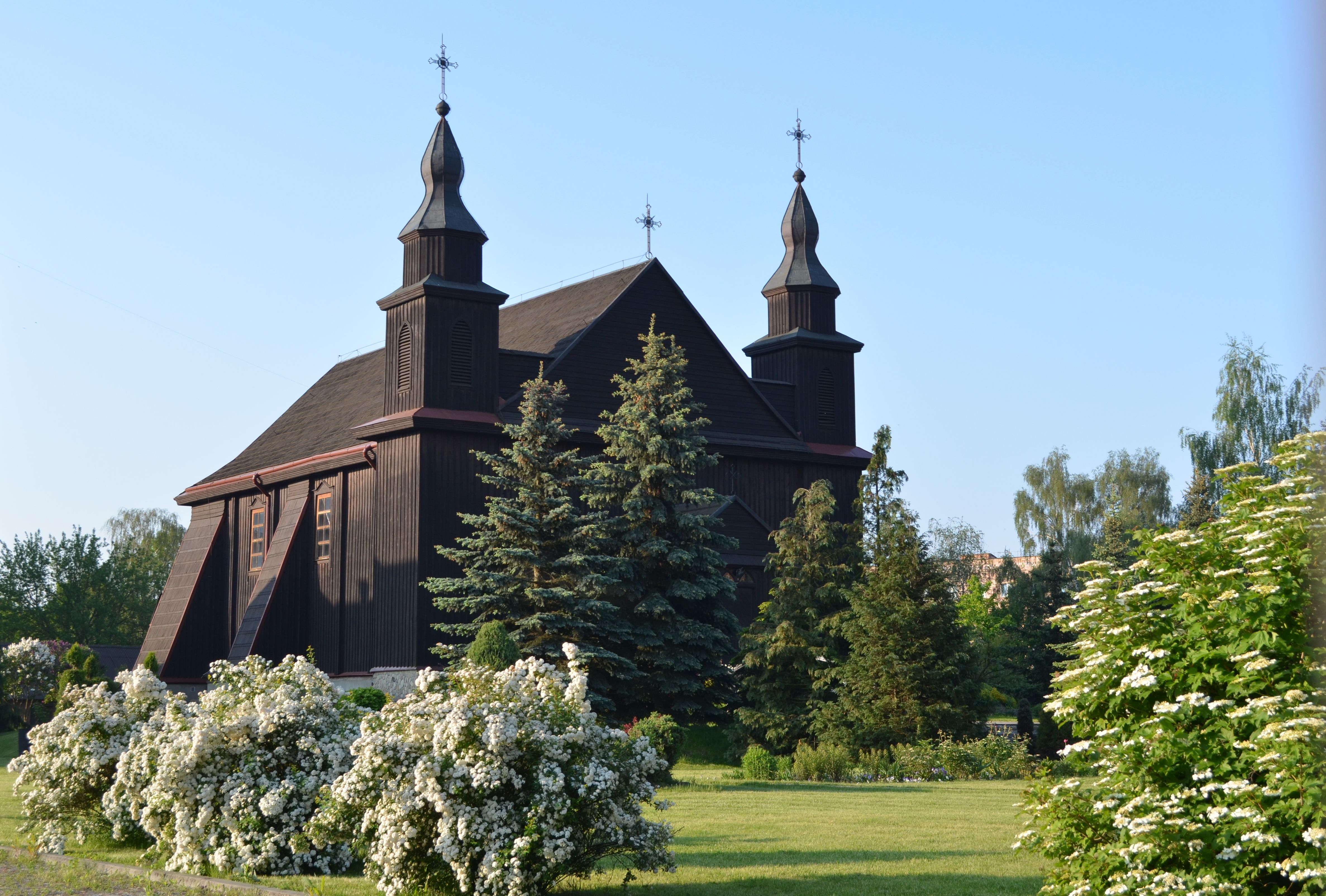
Костел святої Анни (зараз у Ковелі)

Згадуються 8 грудня 1322 р. у грамоті князя Любарта Гедиміновича.
В селі була польська громада, яка збудувала в ньому костел (зараз знаходиться в Ковелі).
У 1906 році село Рожиської волості Луцького повіту Волинської губернії. Відстань від повітового міста 31 верст, від волості 10. Дворів 50, мешканців 239.
12 червня 2020 року, згідно з розпорядженням Кабінету Міністрів України  № 708-р, село увійшло до складу Рожищенської міської громади.
19 липня 2020 року, в результаті адміністративно-територіальної реформи та ліквідації Рожищенського району, село увійшло до складу новоутвореного Луцького району.
У липні 2021 року митрополит ПЦУ Михаїл (Зінкевич) освятив місце під побудову дзвіниці в цьому селі.

## Населення
Згідно з переписом УРСР 1989 року чисельність наявного населення села становила 366 осіб, з яких 178 чоловіків та 188 жінок.
За переписом населення України 2001 року в селі мешкала 331 особа. 100 % населення вказало своєю рідною мовою українську мову.